# Naum Faiq

Naum Faiq

Naum Elias Yaqub Palakh (* Februar 1868; † Februar 1930) (syrisch ܢܥܘܡ ܦܐܝܩ Naˁum Fayëq) war ein assyrischer Journalist, Lehrer und Dichter aus Diyarbakır im damaligen Osmanischen Reich. Er war Mitglied der Syrisch-Orthodoxen Kirche von Antiochien.

## Biografie
Im Februar des Jahres 1868 erblickte Naum Elyas Yakoub Balakh Palakh in Diyarbakır in der heutigen Türkei das Licht der Welt. Später wurde ihm der Beiname Faik gegeben. Zunächst besuchte er die Gemeindegrundschule in Omid und wechselte dann für acht Jahre auf die weiterführende, von assyrischen (Suryoye) Intellektuellen gegründete und geleitete „Brüdergesellschaft der Alten Suryoye/Süryani“.
Dort widmete er sich dem Studium der aramäischen Sprache und lernte Arabisch, Türkisch und Persisch. Die fließende Beherrschung dieser Sprachen stellte die Grundlage für seine späteren Wörterbücher und Wortsammlungen dar. Zudem setzte er sich mit der Liturgie der Syrischen Kirche auseinander.
Im Jahr 1888 begann er als Lehrer, die nachfolgenden Generationen des Suryoye-Volkes und der anderen in Omid ansässigen Volksgruppen zu unterrichten. Als Lehrer im Osmanischen Reich wurde er später in die Stadt Hashas in Al Bashriya versetzt, wo er mit sprachlichen Schwierigkeiten konfrontiert wurde, da die dortige Bevölkerung nur des Kurdischen mächtig war.
Am 16. Oktober 1889 wurde er zum Diakon geweiht und reiste daraufhin nach Urfa, wo er sich mit der Kirchengeschichte und der Liturgie kritisch auseinandersetzte und seiner Hauptaufgabe als Lehrer nachging. Als in Adiyaman eine neue Schule errichtet wurde, wurde er dorthin berufen. Später kehrte er wieder in seine Heimatstadt zurück und lehrte dort weitere vier Jahre. Unter anderem beschäftigte er sich mit Musikkompositionen und unterrichtete das Orchester der Kirche in Diyarbakır.
1896 wurde Naum Faik durch den damaligen Patriarchen der Syrisch-Orthodoxen Kirche Moran Mar Ignatius Abdulmesih II. nach Homs beordert, um eine Zeitlang die Kirchenschüler in Sprache, Geschichte und Liturgie zu unterrichten. Danach zog es ihn nach Beirut und Jerusalem. Im Kloster Mar Markus verbrachte er sechs Monate.
Naum Faik kehrte nach Jahren zum dritten Male nach Diyarbakır zurück, wo er abermals Schüler aufzog. 1905 ging er nach Mardin in das Kloster Zafaran und studierte die Bücher der antiken Klosterbücherei. 1908 gründete er mit anderen Intellektuellen die religiöse und literarische Gemeinschaft "Al Intebah" (Die Aufmerksamkeit), welche die Organisation der Kirche und die Verbreitung der Nationalidee verfolgte. Über das Wirken dieser Organisation ist nichts bekannt. Einen Namen machte sich Naoum Faik als Redakteur und Herausgeber von Zeitschriften und Magazinen. So brachte er 1905 die Zeitschrift Kokhva d´Madinkha (Stern des Ostens) heraus, die neben den religiösen mit historischen und kulturellen Beiträgen bereichert wurde. Bis zu seiner Flucht aus Bethnahrin oblag die Herausgabe seiner Verantwortung.
Durch die Unterdrückung und Verschlechterung der politischen Lage im Osmanischen Reich sah er sich 1912 gezwungen, seiner Heimat den Rücken zu kehren und in die USA zu emigrieren. Behilflich bei der Flucht und beim Etablieren in Amerika war ihm sein Freund Sanherib Bali. In New York und New Jersey wurde er zur Schlüsselfigur der Suryoye-Gemeinschaft. Mit vielen Projekten versuchte er, das Überleben der Kultur im Exil zu gewährleisten.
1916 startete er das Bethnahrin Magazin und 1921 wurde er zum Chefredakteur von Hujada, der Zeitschrift der Assyrisch-Syrisch-Chaldäischen Nationalföderation, die er bis zu ihrer Einstellung betreute. Danach widmete er seine Zeit wieder dem Bethnahrin Magazin. Im Laufe der Zeit brachte Naoum Faik viele Bücher, Artikel, Gedichte (u. a. die libanesische Nationalhymne) und andere literarische Werke heraus. Die Gesamtzahl seiner Werke ist unbekannt. In seriösen Kreisen spricht man von etwa 35 literarischen Werken.

## Werke
- Wörterbuch Aramäisch – Arabisch
- Wörterbuch Aramäisch – Türkisch
- Wörterbuch Aramäisch – Persisch
- Wörterbuch Aramäisch – Armenisch-Kurdisch
- Wörterbuch Aramäisch – Englisch
- Wörterbuch Arabisch – Aramäisch, mit Tausenden von Wörtern
- Wörterbuch Aramäisch – Griechisch
- Aramäisches Bibelwörterbuch
- Aramäisches Bibelindex
- Aramäisches Mathematikbuch
- Aramäisches Geographiebuch
- Geschichte und Geographie von Bethnahrin
- Geschichte der Assyrischen-Suryoye Emigranten in den USA
- Geschichte der Großen Assyrischen-Suryoye Schulen in Urhoy und Nsibin
- Kalender 1916
- Aramäische Übersetzung der Ansprache Benyamin Franklins
- Aramäische Übersetzung der „Robbayat des Omar Khayyam“
- Sammlung nationaler Lieder in Aramäisch, Türkisch und Arabisch
- Türkische Übersetzung der „Weisen Sprüche von Ahikar“
- „Prinzipien beim Lesen des Aramäischen“ – Syrische Übungen
- Sammlung von Aramäischen Melodien und Kompositionen
- Synonyme im Aramäischen
- Duftende Rosen im Garten der aramäischen Sprichwörter in Aramäisch und Arabisch
- Feinheiten beim Dolmetschen und Übersetzen
- Aramäisches/Syrisches Elementarbuch
- Gesammelte Vorträge und Predigten
- Wörterbuch der Aramäischen Eigennamen
- Aramäische/Syrische Rätsel